# Йосиф (Головач)
Йосиф Головач (11 серпня 1924 — 18 червня 2000) — греко-католицький ієрарх. Був єпископом-помічником Мукачівської Греко-Католицької Єпархії у 1983—2000 рр. як титулярний єпископ Созополя в Хемімонті (від 1991 р.).

## Життєпис
Народився в с. Імстичеве (кол. Чехословаччина, тепер — Хустський район) 11 серпня 1924 року.
14 вересня 1947 року був висвячений на священика єпископом Теодором Ромжою для Мукачівської Греко-Католицької Єпархії. Він служив одруженим парохом у селі Ярок з 1947 по 1949 рр., доки комуністичний режим не скасував Греко-Католицьку Церкву. Протягом 1949–84 рр. працював у медичних установах Закарпаття, продовжуючи служити в підпіллі, а 15 березня 1983 року був висвячений на єпископа-помічника. Головним святителем був підпільний єпископ Олександр (Хіра). Святий Престол підтвердив його єпископом-помічником і 16 січня 1991 року призначив титулярним єпископом Созополіса в Хемімонто.
Помер в Ужгороді 18 червня 2000 року.